# Fortunia byrrhoides
Fortunia byrrhoides är en insektsart som först beskrevs av Walker 1858.  Fortunia byrrhoides ingår i släktet Fortunia och familjen sköldstritar. Inga underarter finns listade i Catalogue of Life.